# Liste der Ehrenbürger von Neustadt bei Coburg
Die Ehrenbürgerwürde ist die höchste Auszeichnung, die die Stadt Neustadt b.Coburg zu vergeben hat. Ausgezeichnet werden Persönlichkeiten, die sich besondere Verdienste im öffentlichen Leben, um die Gemeinschaft, die Politik, die Kultur oder die Wirtschaft erworben haben. Die Ehrung erfolgt auf Beschluss des Stadtrates.
Seit 1839 wurden folgende Personen zu Ehrenbürgern ernannt.
Hinweis: Die Auflistung erfolgt chronologisch nach Datum der Zuerkennung. Sie ist vermutlich nach 1965 nicht vollständig.

## Die Ehrenbürger der Stadt Neustadt b.Coburg
1. Jonathan Freiherr von Künßberg zu Sonneberg (* 17. Juni 1796 in Meiningen; † 18. September 1880 auf Schloss Wernstein bei Kulmbach)
Kammerherr, Oberforstmeister
Verleihung am 27. Dezember 1839
Die Ernennung erfolgte in Anerkennung seiner beim verheerenden Brand am 24. Juni 1839 geleisteten Dienste.
2. Johann Georg Heusinger (* 17. Dezember 1820 in Nassach; † 18. Juni 1884 in Neustadt b.Coburg)
Oberlehrer
Verleihung um 1860
Heusinger war 1850 nach Neustadt b. Coburg gekommen und war dort als Oberlehrer und Organist tätig. Er gründete den Gesangsverein Liederkranz und wurde als ausgezeichneter Schulmann, Schriftsteller und Dichter sowie als geistiger Mittelpunkt des gesellschaftlichen und schöngeistigen Lebens der Stadt zum Ehrenbürger ernannt.
3. Ernst Gumlich (* 13. Januar 1816 in Coburg; † 5. Mai 1892 in Coburg)
Kirchenrat
Verleihung am 26. April 1891
Gumlich wurde die Ehrung in dankbarer Anerkennung seiner langjährigen treuen Verdienste als Prediger und Seelsorger in der Stadtgemeinde, wie in gerechter Würdigung seines selbstlosen hingebungsvollen Wirkens und Schaffens auf dem Gebiet des Schulwesens und der Armenpflege, als Mitglied des Schulvorstandes und der Armenkommission zuteil.
4. Edmund von Wittken (* 3. Dezember 1837 in Zeitz; † 28. Januar 1927 in Coburg)
Wirklicher Geheimer Staatsrat
Wittken war Leiter der Coburger Ministerialabteilung. In dieser Funktion nahm er sich besonders den Verhältnissen in der Neustadt b. Coburg an. und erwarb sich besondere Verdienste durch die Unterstützung des Schulwesens, des Kindergartens und der Armenpflege. Nach ihm ist auch eine Straße benannt.
5. Ferdinand Scheller (* 5. Februar 1839 in Hildburghausen; † 23. Februar 1922 in Coburg)
Privatier
Scheller wurde als namhafter Stifter zum Ehrenbürger ernannt. Er richtete ein Legat in Höhe von 30.000 Mark ein, dessen Zinsertrag an jedem 5. Februar (seinem Geburtstag) an würdige, verschämte Arme der Stadt verteilt wurde. Eine am Schellerheim angebrachte Gedenktafel mit Bildnis erinnert an ihn.
6. Max Oscar Arnold (* 29. März 1854 in Neustadt b.Coburg; † 27. Januar 1938 ebd.)
Geheimrat
Verleihung am 23. Dezember 1909
Arnold war langjähriger Abgeordneter und Präsident des Landtags für das Herzogtum Coburg. In Anerkennung seiner Tätigkeit und seiner Verdienste um die Förderung der Stadt wurde er zum Ehrenbürger ernannt. Zu seinem Gedächtnis wurde auch ein Denkmal für ihn errichtet, ein Platz und die Schutzhütte auf dem Muppberg nach ihm benannt.

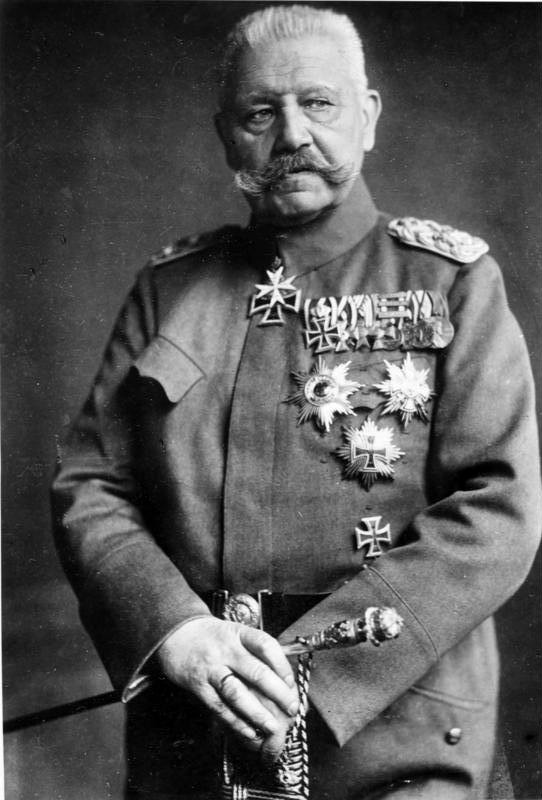
Paul von Hindenburg
7. Paul von Hindenburg (* 2. Oktober 1847 in Posen; † 2. August 1934 auf Gut Neudeck)
Generalfeldmarschall
Verleihung am 2. Oktober 1917
Hindenburg wurde für seine Leistungen als Generalfeldmarschall des Weltkriegs, als Reichspräsident und als erster Führer des deutschen Volkes in harter Zeit, der Not und des Ringens um die Existenz des Volkes zum Ehrenbürger ernannt. Die Gedenkfeier fand zehn Jahre später am 3. Oktober 1927 statt. Am 7. Oktober 1927 wurde auch ein Platz nach ihm benannt.
8. Edmund Moeller (* 8. August 1885 in Neustadt b.Coburg; † 19. Januar 1958 in Dresden)
Bildhauer
Verleihung am 19. November 1928
Moeller wurde in Anerkennung seiner hervorragenden Leistungen auf dem Gebiet der bildenden Kunst und in dankbarer Würdigung seines großen Mitschaffens an der Weltgeltung der Geisteswerte mit der Ehrenbürgerschaft geehrt. Auch ein Weg ist nach ihm benannt.
9. Emil Patzschke (* 10. September 1861 in Trautzschen; † 3. Mai 1932)
Buchdruckereibesitzer, Zeitungsverleger
Verleihung am 10. September 1931
Patzschke wurde anlässlich seines 70. Geburtstages in Anerkennung seines dauernden ernsten Wirkens für die Gemeinschaft des Deutschen Reiches und in dankbarer Würdigung seiner hervorragenden hingebungsvollen Tätigkeit für die Stadt Neustadt b. Coburg und ihren Lebensraum zum Ehrenbürger ernannt.
10. Georg Langbein (* 7. September 1871 in Neustadt b. Coburg; † 17. Juni 1960 in Coburg)
Fabrikant
Verleihung am 7. September 1946
Die Ernennung erfolgte anlässlich seines 75. Geburtstages in Würdigung seiner deutschen Gesinnung und seines selbstlosen Schaffens zum Segen der Stadt. Nach ihm ist zudem eine Straße benannt.
11. Albert Arnold (* 22. Juli 1880 in Neustadt b. Coburg; † 26. November 1966 in Neustadt b. Coburg)
Steuerberater
Verleihung 1965
Arnold ist Sohn des Politikers Max Oscar Arnold. Er wurde anlässlich der Vollendung seines 85. Lebensjahres für seine außerordentlichen Verdienste als Heimatdichter zum Ehrenbürger ernannt.
12. Hans Rollwagen (* 14. Juni 1892 in Nördlingen; † 29. März 1992 in Bayreuth)
Erster Bürgermeister (1923)
Verleihung 1972
Verleihung der Ehrenbürgerwürde am 23. September 1972 für seine besonderen Verdienste um die Stadt Neustadt bei Coburg[1]
13. Dr. Gerhard Beyer
Arzt, Notarzt a. D., Leitender Notarzt a. D., Stadtrat a. D.
Verleihung 2020[2]
Er wurde anlässlich der Vollendung seines 79. Lebensjahres für seine außerordentlichen Verdienste als Arzt, Notarzt und weiterem zum Ehrenbürger ernannt.

## Quelle
- Karlheinz Spielmann: Ehrenbürger und Ehrungen in der Bundesrepublik. 1965